# Malam
Malam (Camerun, 1967) è un artista camerunese.

## Biografia
Malam nasce nel 1967 a Douala in Camerun. Lavora e vive in Francia. Nel 2001 insieme a Goddy Leye, Bili Bidjocka e ad altri artisti partecipa agli Ateliers urbains (laboratori urbani) di Bessengué, un quartiere della città di Douala.

## Attività
Le sculture e le installazioni di Malam evidenziano la disuguaglianza e la sofferenza nel mondo. Come materiali Malam usa generalmente imballaggi, rifiuti e gesso.
Per gli Ateliers urbains di Bessengue, l'artista realizza una serie di sculture che vengono poi gettate nell'acqua. L'opera desta grande scalpore a Douala. La folla accorre a vedere i manichini gonfi d'acqua e le voci della gente ipotizzano che si tratti di magia nera. 

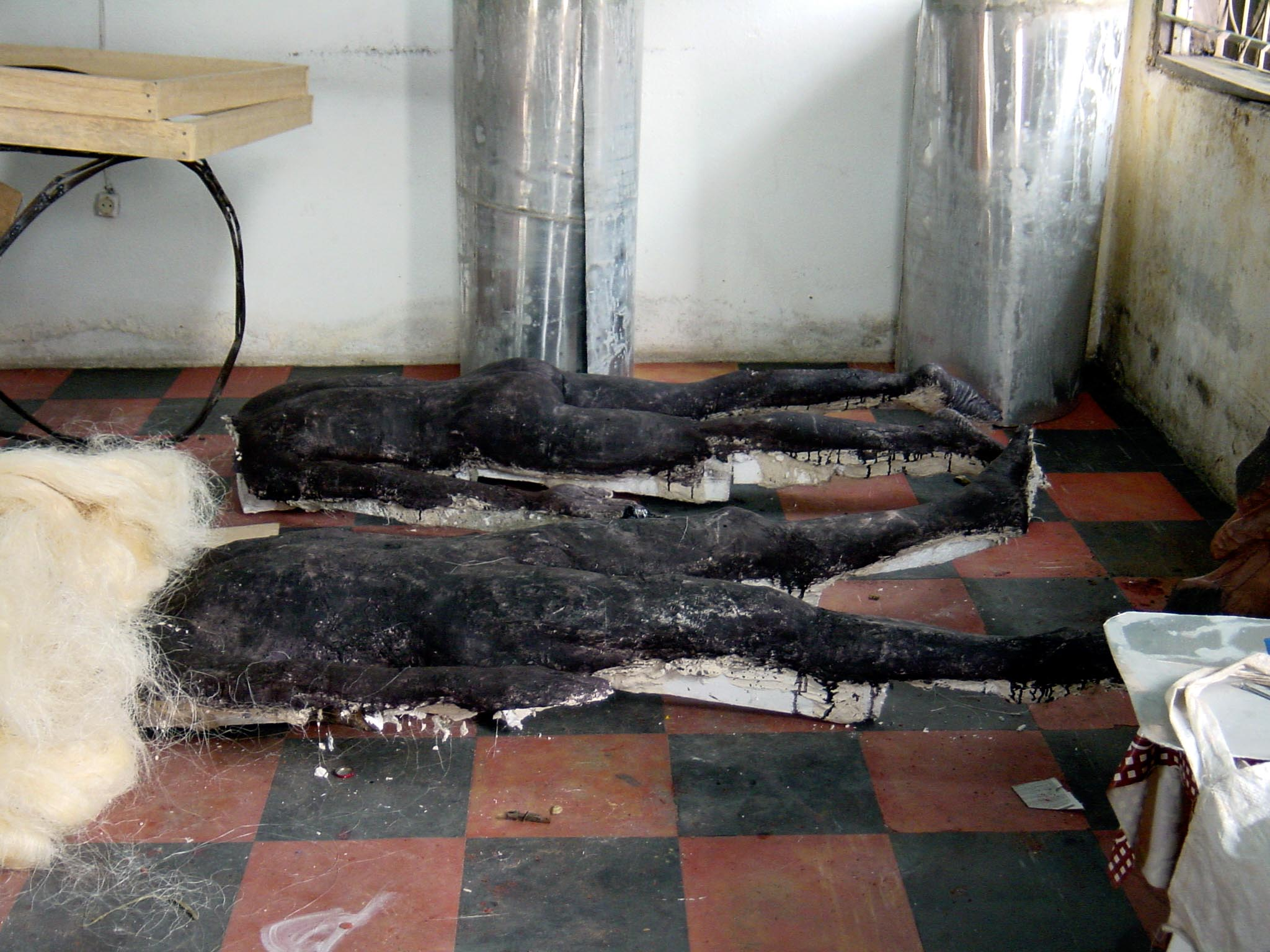
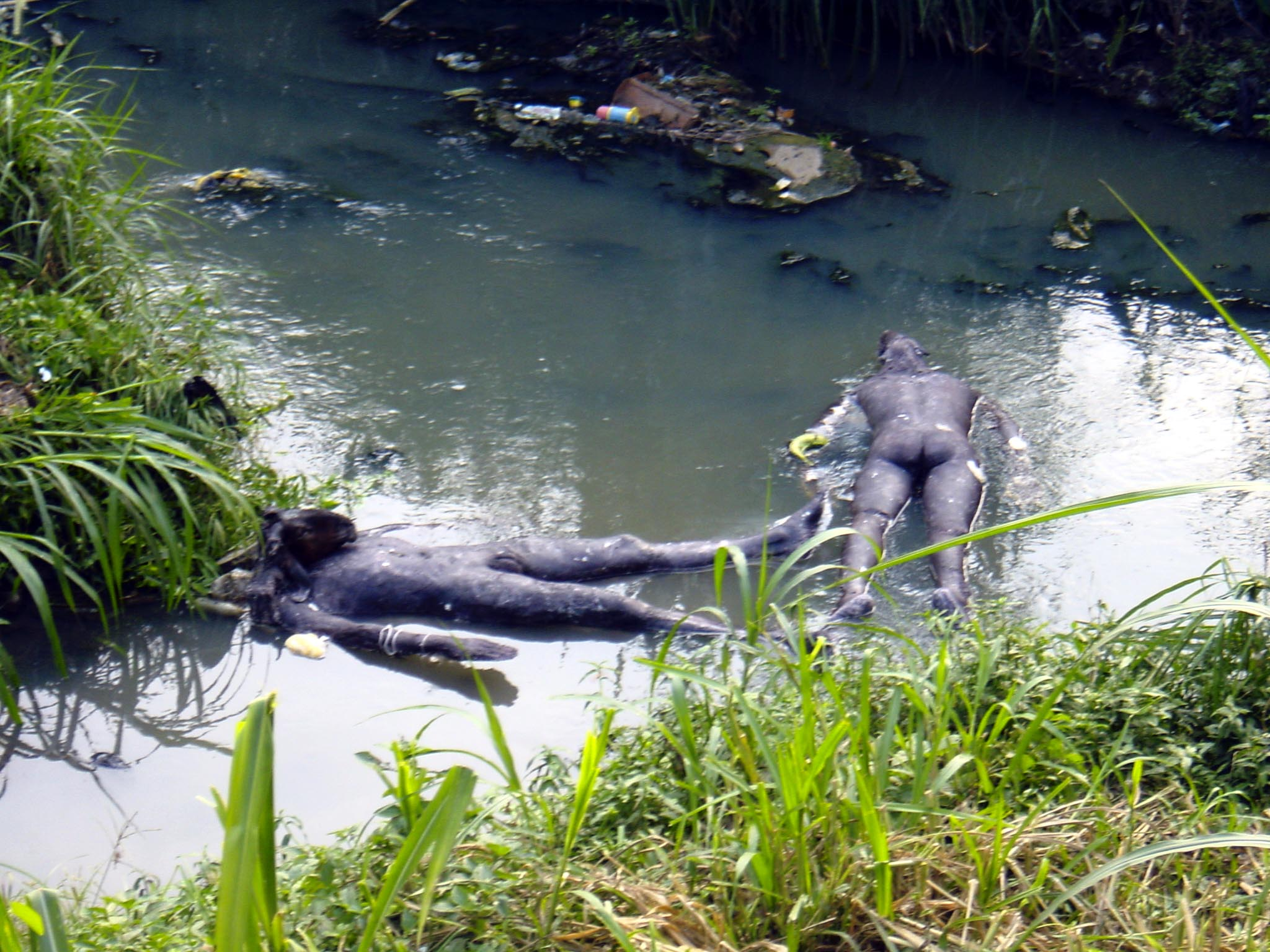
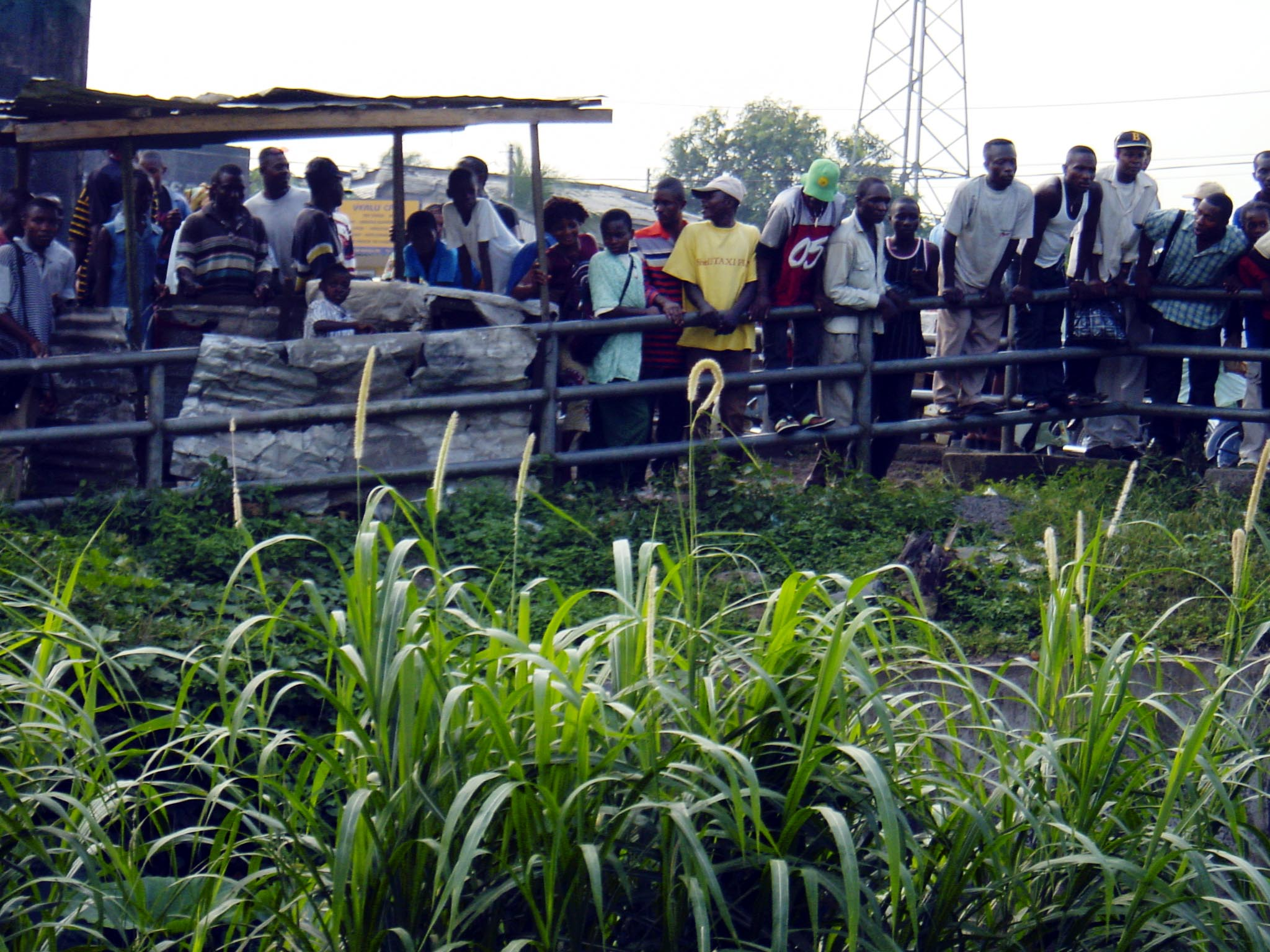
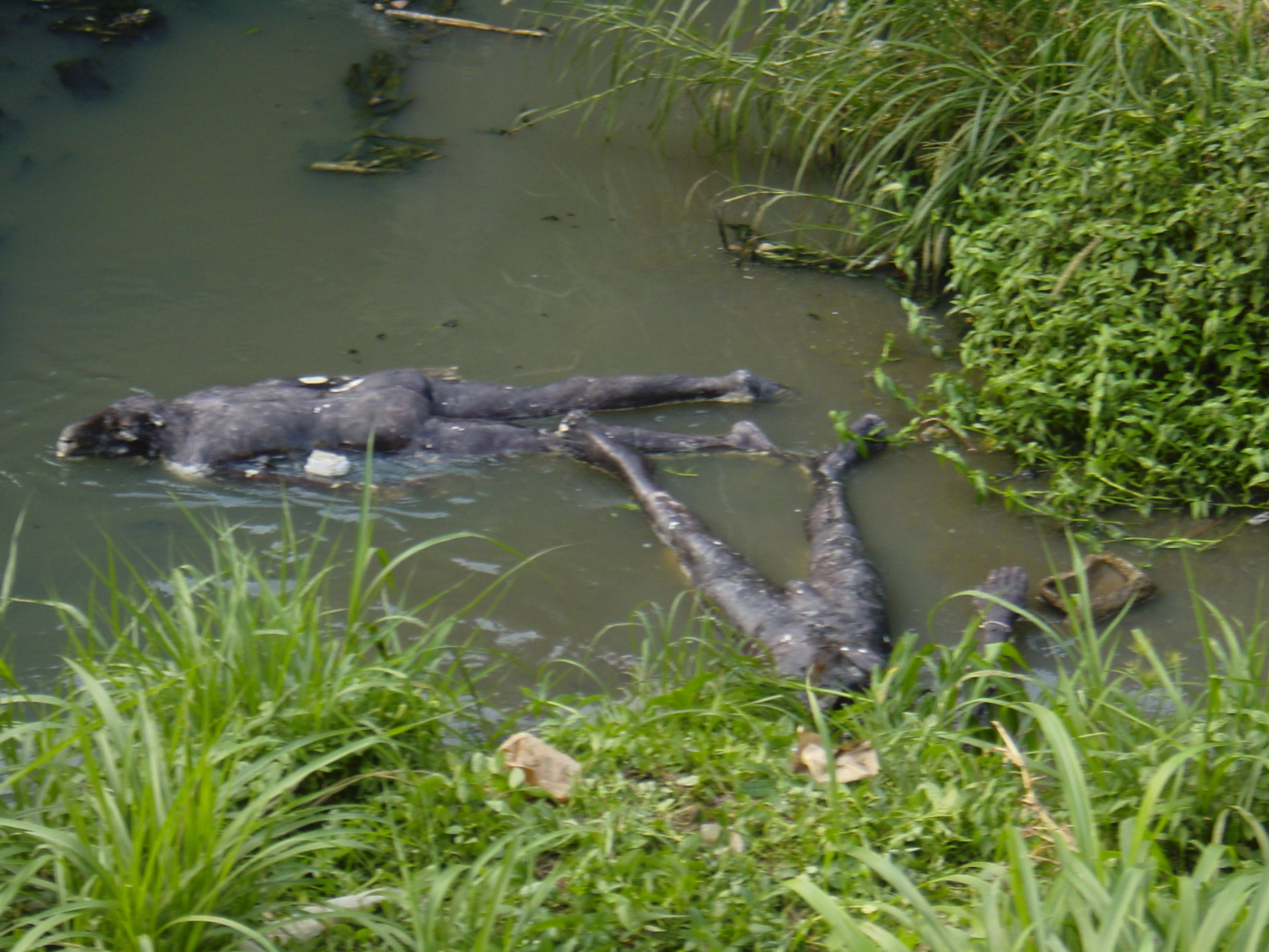

Per l'esposizione personale Crash & Trash organizzata a doual'art nel 2003, l'artista concentra la sua attenzione sugli incidenti stradali, realizzando sculture e ritoccando radiografie di persone vittime di incidenti.

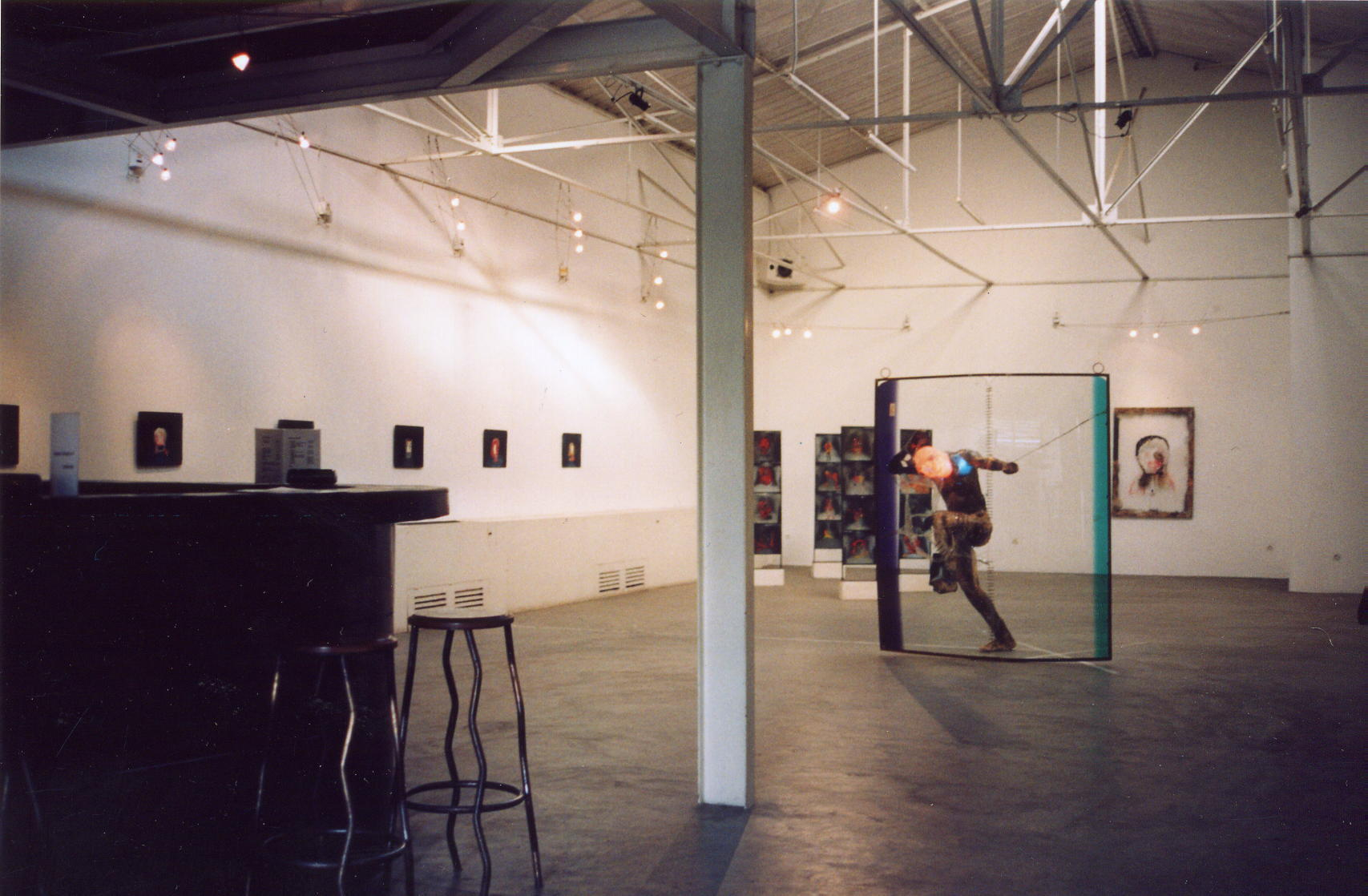

### Esposizioni personali
- Mostra dell'artista camerunese Malam sul ponte Alessandro III, Parigi, 2009.
- Malam-Installationen und Objekte-Galerie Peter Herrmann, Berlino, 2008.
- Malam-Installationen und Objekte-Galerie Peter Herrmann, Berlino, 2007.
- Crash & Trash- Espace doual'art, Douala, 2003.
- 11092001-Espace doual'art, Douala, 2001

### Esposizioni collettive
- Cameroonian Touch.2-Espace doual'art, Douala, 2010.
- Review-Preview/Gruppenausstellung-Galerie Peter Herrmann, Berlino, 2008.
- beautés.afriques@nantes-le lieu unique, Nantes, 2004.
- 5th Gwangju Biennal 2004-A Grain of Dust A Drop of Water-Gwangju Biennale, Gwangju, 2004.
- 6ème Biennale de l'Art Afriain Contemporain-Dak'Art Biennale de l'art africain cantemporain, Dakar, 2004[1].

## Critica
La studiosa che ha analizzato in modo più approfondito il lavoro di Malam è Dominique Malaquais che ha dedicato all'artista numerosi contributi scientifici e conferenze.